# Rempang
Rempang es una isla que se encuentra a 2,5 km al sureste de Batam. Posee una superficie de 165,83 kilómetros cuadrados.
Pertenece a un grupo de tres islas llamadas Barelang (una abreviatura de Batam-Rempang-Galang) Un miembro del archipiélago de Riau, en la provincia de las islas Riau parte del país asiático de Indonesia.
Rempang está situada justo al sur de Batam y al norte de Galang que están en sí mismas, al sur de Singapur y Johor.
La ciudad más cercana a Rempang es Tanjung Pinang en Bintan, situada a cerca de media hora en bote desde Batam.
La isla está conectada por el puente Barelang a Galang y Batam.